# Sylviidae

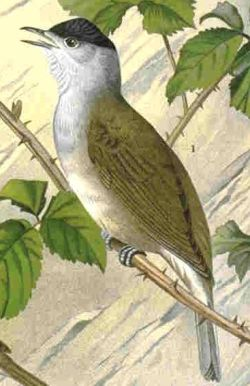

Silviile (Sylviidae) sunt o familie de păsări cântătoare cu caractere intermediare la fel ca și cele din familia Muscicapidae. Familia prezintă peste 300 de specii, cele mai multe trăiesc în Africa și o parte mai mică în Europa, Asia, Australia sau America.

## Caractere morfologice
Păsările din această familie au corpul alungit, ciocul subțire, relativ lat la bază, înconjurat de vibrize. 

## Mod de viață
Silviile trăiesc în arbori, tufișuri sau în stufării, strecurându-se cu abilitate prin desișuri, pentru a-și culege hrana de pe frunze și mlădițe. Se hrănesc exclusiv cu insecte, consumând rar fructe mai moi. Păsările coboară rar pe sol. Cuibăresc în țările calde de mai multe ori pe an. Cuiburile sunt țesute cu multă măiestrie din fire vegetale. Puii au un colorit   pestriț uniform. Cântecul silviilor este plăcut, unele specii fiind chiar renumite prin glasul lor melodios. Speciile nordice sunt migratoare.

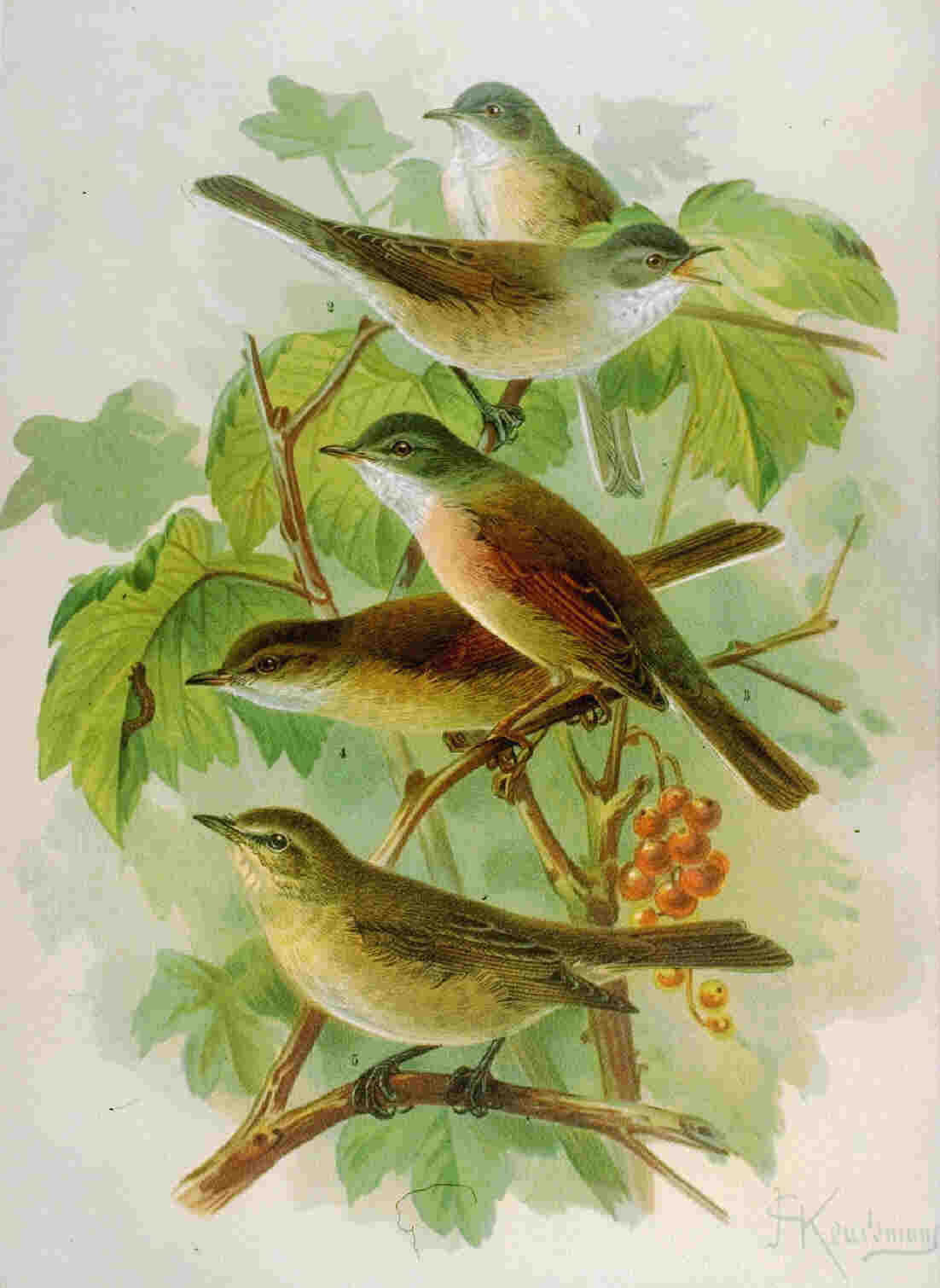
Sylvia curruca

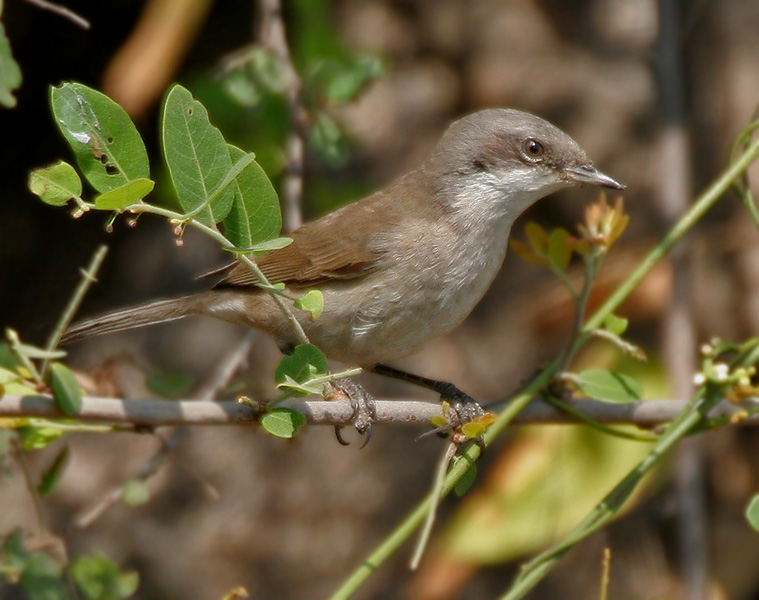
Sylvia althaea

În România trăiesc ca. 23 de specii dintre care se pot aminti:
- Silvia de pădure
- Silvia cu capul negru
- Silvia de zăvoi
- Silvia undulată
- Silvia mică
- Silvie de tufiș
- Silvia cu ochii roșii
- Lăcarul mare
- Lăcarul de lac
- Lăcarul de rogoz
- Lăcarul de mlaștină
- Lăcarul de pipirig
- Lăcarul de câmp
- Grelușelul de stuf
- Grelușelul pătat
- Grelușelul de zăvoi
- Stufărica
- Privigetoarea de baltă
- Frunzărița cenușie
- Pitulicea de munte